# باب بالوک
رابرت داگلاس بالوک سنیور (Robert Douglas Bullock Sr.)‏ (۱۰ ژوئیه ۱۹۲۹–۱۸ ژوئن ۱۹۹۹)، سیاستمدار دموکرات آمریکایی از تگزاس بود که حرفه او چهار دهه به طول انجامید. خدمات او در دوره ۳۸م ستوان-فرمانداری تگزاس از ۱۵ ژانویه ۱۹۹۱ تا ۱۹ ژانویه ۱۹۹۹ میلادی طی دورهٔ فرماندار آن ریچارد و اولین دوره فرمانداری جرج دبلیو. بوش به اوج خود رسید.

## اوان زندگی
رابرت داگلاس بالوک در هیلزبورو در شهرستان هیل در ۱۰ ژوئیه ۱۹۲۹ میلادی بدنیا آمد. او فرزند روث میچل و توماس آستین بالوک، مهندس و مدیری از شهر هیلزبورو بود. بالوک از دبیرستان هیلزبورو در ۱۹۴۷ میلادی فارغ‌التحصیل شد و در کالج هیل، از کالج‌های جونیور در ۱۹۴۹ میلادی شرکت کرد. او در نیروی هوایی ایالات متحده طی جنگ کره از ۱۹۵۱ تا ۱۹۵۴ میلادی خدمت نمود.
بالوک از دانشگاه صنعتی تگزاس با مدرک BA فارغ‌التحصیل گشت. همچنین او از دانشگاه بیلر در ۱۹۵۸ میلادی فارغ‌التحصیل گشت.

## حرفه سیاسی
بعد از این که بالوک حرفه‌اش را در خدمات عمومی به عنوان عضوی از خانه نمایندگان تگزاس آغاز کرد، در اکتبر ۱۹۵۹ میلادی جهت آغاز فعالیت‌های حقوقی استعفا داده و سپس به عنوان مشاور کل انجمن معامله‌گران خودروی تگزاس خدمت نمود. او هنگامی که توسط فرماندار پرستون اسمیت به عنوان وزیر ایالت تگزاس، افسر ارشد انتخابات و ثبت‌های ایالتی گماشته شد، به زندگی عمومی خود بازگشت. بالوک مدت کوتاهی پس از آن این سمت را رها کرد تا خود را برای رقابت ایالتی حسابرس (ممیز) ایالت به عنوان نامزد اصلی حزب دموکرات در ۱۹۷۴ میلادی آماده کند. تحت قوانین تگزاس، وزیر ایالت باید به منظور شرکت برای سمتی دیگر استعفا می‌داد، فرایندی که در بسیاری از ایالات الزامی نبود. او به مدت چهار دوره چهارسالهٔ پیاپی خدمت کرد.
بالوک قبل از این که به صورت گسترده شناخته شود، از معدود دموکرات‌هایی بود که جان کانلی را به دلیل تغییر حزب در ۱۹۷۳ میلادی توبیخ نمود. خود بالوک در ۱۹۹۸ میلادی انتخابات مجدد بوش (که در آن زمان فرماندار بود) جمهوری‌خواه را خواستار شد.

## ممیز تگزاس برای حساب‌های عمومی
بالوک اولین بار در ۱۹۷۳ میلادی به دنبال نامزدی برای ممیزی حساب‌های عمومی بود. مدت کوتاهی پس از آن متصدی هشتاد ساله، رابرت اس. کالورت با سنجش قدرت بالوک، از رقابت عقب نشست. بالوک در نوامبر ۱۹۷۴ میلادی انتخابات عمومی را برنده شد و نیک رو جمهوری‌خواه، اسیر سابق جنگ ویتنام را شکست داد. بالوک ۱٬۰۹۹٬۵۵۹ رأی (۷۱٫۶۱٪) را در مقابل ۴۱۹٬۶۵۷ رأی روی (۲۷٫۳۳٪) جمع‌آوری نمود.
هنگامی که او در ژانویه ۱۹۷۵ میلادی به عنوان حسابرس قسم یاد کرد، قول داد تا این دفتر را مدرنسازی کند. طی شانزدهمین سالش در این سمت حسابرسی‌های منصفانه، اما تهاجم‌گونه‌ای را صورت داد. او با یک سلسله هجمه‌ها علیه تجارت‌هایی که مالیات‌های ایالتی را از مشتریان برای سالیان سال جمع‌آوری کرده بودند اما آن‌ها را به ایالت تحویل نداده بودند، موجب شد که بر تیتر اخبار ایالتی نقش ببندد. بالوک این مالیات‌ها را محفوظ نگاه داشت و مقاماتی که آن‌ها را جمع‌آوری می‌کردند به عنوان «مهاجمین بالوک» شناخته شدند. در نتیجه تلاش‌های او در جمع‌آوری مالیات، این دوره از سمت او وارد فرهنگ لغات حکومتی تگزاس شد.
همچنین بالوک اولین مقام انتخاب شده ایالتی بود که برنامه استخدام فرصت برابر را اقتباس می‌کرد، سیاستی که کالورت با آن مخالفت کرده بود. همچنین بالوک در میان اولین مقامات منتخبی بود که از فناوری کامپیوتری در حکومت ایالتی جهت کم کردن هزینه‌ها و ارتقاء بهره‌وری استفاده می‌کرد. او برنده چندین جایزه ملی به دلیل مهارت‌های مدیریتیش بود که شامل «جایزه خدمات پرداخت مالیات لئون روتنبرگ» می‌شد. پیش‌بینی‌های بالوک به عنوان ممیز در رابطه با امور مالی ایالت که به‌طور فزاینده‌ای دقیق بودند به قانونگذاری اجازه می‌دادند تا بودجه‌بندی دقیق‌تری داشته باشند. او همچنین «لایحه حقوق مالیات دهندگان» را جهت تضمین انصاف و عقل سلیم توسعه داد.
بالوک در ۱۹۷۸ میلادی با جمع‌آوری ۱٬۲۸۸٬۳۲۰ رأی (۱۰۰٫۰۰٪)، تقریباً بلامعارض مجدداً انتخاب شد، چرا که هیچ‌کس حاضر به رقابت با او نشد. در ۱۹۸۲ میلادی مایک ریچاردز جمهوری‌خواه را شکست داد، با کسب ۱٬۷۹۱٬۶۵۰ رأی (۵۸٫۰۲٪) در مقابل ۱٬۲۴۵٬۳۲۸ رأی ریچارد (۴۰٫۳۳٪). بالوک در ۱۹۸۶ میلادی هیچ معارض جمهوری‌خواهی نداشت و جورج میکس لیبرترین را شکست داد، با جمع‌آوری ۲٬۴۱۶٬۶۵۸ رأی (۹۰٫۰۲٪) در مقابل ۲۶۷٬۸۷۲ رأی میکس (۹٫۹۸٪).
گرچه که بالوک طی دهه ۱۹۸۰ میلادی از فرمانداری امتناع کرد، چشمانش به دنبال ستوان-فرمانداری بود، هنگامی که در ۱ ژوئن ۱۹۸۷ میلادی، متصدی بلند مدت آن سمت یعنی ویلیام پی. «بیل» هابی جونیور از هیوستون اعلام داشت که بدنبال دوره ششم آن سمت نیست. بالوک به سرعت نامزدیش را برای ستوان فرمانداری در سپتامبر ۱۹۸۷ میلادی اعلان نمود.

## ستوان فرمانداری
بالوک در ۱۹۹۰ میلادی با شکست نامزد چهل ساله و تاجر رابرت موسباخر جونیور از هیوستون که فرزند وزیر بازرگانی ایالات متحده، رابرت موسباخر بود، به عنوان ستوان فرماندار (نایب فرماندار) انتخاب شد. بالوک ۲٬۰۰۲٬۳۶۰ رأی (۵۱٫۶۹ درصد) را در مقابل آرای موسباخر ۱٬۷۴۱٬۸۹۳ (۴۴٫۹۷ درصد) کسب نمود. او این سمت را در ۱۵ ژانویه ۱۹۹۱ میلادی بدست آورد، در این زمان آن دبلیو. ریچاردز دومین فرماندار مؤنث ایالت شد. بالوک در ۱۹۹۴ میلادی به راحتی برای دوره چهار ساله دوم با شکست دادن هارولد «تکس» جمهوری‌خواه انتخاب شد، بالوک ۲٬۶۳۱٬۸۴۳ رأی (۶۱٫۴۸ درصد) و لزار ۱٬۶۴۸٬۸۴۸ رأی (۳۸٫۵۲ درصد) کسب کرد. بالوک برای دوره دوم در ۱۷ ژانویه ۱۹۹۵ میلادی در ۱۷ ژانویه ۱۹۹۵ میلادی انتخاب شد، در حالی که جرج دبلیو. بوش به عنوان ۴۶مین فرماندار تگزاس قسم یاد کرد و آن ریچاردز را کنار زد. بالوک در ۱۹۹۸ میلادی به دنبال دوره سوم انتخاباتی نبود، جانشینش کمیسیونر کشاورزی جمهوری‌خواه (و بعداً فرماندار) ریک بری بود که در ۱۹ ژانویه ۱۹۹۹ میلادی در این سمت منصوب شد.
بالوک به عنوان ستوان فرماندار ۳۸م تگزاس خدمت کرد و سبک مدیریتی عملگرایانه‌ای را ترجیح داد که منجر به دستاوردهای مختلفی به عنوان رهبر سنای تگزاس شد. بالوک قوانین اخلاقی را طی دوره اولش و در تلاشی برای بازگرداندن اعتماد عمومی در حکومت ایالتی، بازسازی نمود. او برای ممیزی ایالتی «بازبینی عملکردی تگزاس» را ایجاد کرد تا مخارج نهادهای ایالتی و شق‌های دیگر پیشنهادی برای کم کردن هزینه‌ها را تحلیل کند. او برای تلفیق تمامی نهادهای محیطی به یک اداره و حفاظت از منابع طبیعی ایالت در تلاشی برای ارائه خدمات بهتر به تگزاسی‌ها کمک کرد. بالوک به عنوان مقام ایالتی که در آرای انتخاباتی رتبه دوم را داشت، به شدت از طریق متمم قانون اساسی فشار می‌آورد تا قبل از این که مالیات بر درآمد افراد اعمال شود، رأی دهندگان آن را تأیید کرده و در صورت تأیید توسط رأی دهندگان نیز بخشی از پول باید برای آموزش کنار گذاشته می‌شد. او تلاش‌هایی جهت مدرن سازی سامانه مالیاتی تگزاس را رهبری کرد و بر روی مشکلات ایالت در رابطه با اصلاح بزهکاری‌ها، سلامتی و عدالت جوانان کار کرد. بالوک در یافتن راهکاری قانونی برای بیرون بردن تگزاس از دادگاه فدرال در رابطه با زندانیان و سلامت روانی نقشی کلیدی داشت. او رهبری تلاش‌های قانونی جهت وصله و پینه کردن سامانه مالی آموزشی ایالت را برعهده داشت و قانونی را کلید زد که اولین برنامه جامع حفاظت و مدیریت آب را ایجاد می‌نمود. او در کسوت ستوان-فرمانداری رهیافت غیر-حزبی را به سوی ایجاد قانون انتخاب کرد و اغلب به اعضای سنای تگزاس می‌گفت که سیاست‌هایشان را پشت در بگذارند.
روابط بالوک و بوش خوب بود و علتش تا حدی این بود که بالوک باید به‌طور فزاینده‌ای موافقت قانونگذاران جمهوری‌خواه را نسبت به قوانین و سیاست‌های کلیدی جلب می‌نمود و «هنگامی که تصویب می‌شدند، بالوک و سخنگوی خانه یعنی پیت لینی بخشی از اعتبار آن را به بوش می‌دادند». بالوک به‌طور غیررسمی کمپین ریاست جمهوری فرماندار جمهوری‌خواه یعنی بوش را حتی قبل از این که از زمین بلند شده و مطرح گردد تصدیق نمود.
در کنفرانس پسا انتخابات در ۸ نوامبر ۲۰۰۶ میلادی، گزارشگری از «دولتمرد آمریکایی آستین» که تصدی بوش در کسوت فرمانداری را پوشش داده بود از بوش پرسید که آیا نانسی پلوسی (که در آن زمان سخنگوی منتخب خانه نمایندگان ایالات متحده بود) به بالوک شباهت دارد یا نه؟ رئیس‌جمهور پاسخ داد که سؤال گزارشگر یک جوک داخلی است. این سؤال اشاره‌ای ظریف به روابط کاری نزدیک بین بوش و بالوک بود. ظاهراً سؤال گزارشگر این بود که آیا بوش قادر است مشابه همان روابط دو-حزبی با اعضای اکثریت قانونگذاری دموکرات را در کنگره ایالات متحده برقرار سازد یا خیر؟
بالوک به دلیل سبک صحبت کردن رکش که برخی مواقع از نظر سیاسی هم غلط بودند معروف است، اما تکه کلام انتهای جملات او هم معروف است «خدا به تگزاس برکت دهد». او عاشق تاریخچه تگزاس بود و در تأسیس موزه تاریخ ایالت تگزاس نقش کلیدی داشت، موزه‌ای که کنار کپیتول ایالتی در شمال آستین قرار داشت. این موزه در ۲۱ آوریل ۲۰۰۱ میلادی (روز سن جاسینتو) بعد از مرگ بالوک افتتاح شد و به یاد او نامگذاری گشت. تالار طبقه دوم موزه شامل مجسمه برنزی با ارتفاع هفت فوت از بالوک است که چکش بزرگی را در دست گرفته و درکنار گالری آیتم‌ها و ویدیویی از حرفه سیاسی اوست.
مقالات سیاسی او در کلکسیون مواد سیاسی بیلور قرار دارد.